# Hieronymus Bosch
Hieronymus Bosch, pravog imena Heroen Anthonizoon zvan i Bosch van Aken ('s-Hertogenbosch, Nizozemska, oko 1450. – 's-Hertogenbosch, 9. kolovoza 1516.) bio je nizozemski slikar na prijelazu renesanse u manirizam. Najčuveniji umjetnik fantastičnih prizora u zapadnoeuropskoj umjetnosti.

## Životopis i djela
Slikarski nauk je započeo u obiteljskoj radionici. Upotrebljavao je neobičnu i maštovitu ikonografiju vezanu za lokalna pučka praznovjerja i misterije, te kršćansku etiku o ispaštanju smrtnih grijeha. Individualnim realističkim stilom slika virtuoznim, minucioznim rukopisom i raskošnim koloritom maštovite i halucinantne vizije pakla, raja, grijeha, iskušenja svetaca i sl. (Vrt naslade; Sedam smrtnih grijeha; Posljednji sud; Iskušenje Svetog Antuna; i dr.). U nevjerojatno domišljate krajolike i dramatične odnose radi kompozicije s mnoštvom malih prizora brojnih ljudskih i životinjskih likova uglavnom ptičjih i čudnovatih biljnih oblika. 

Velika zbirka njegovih djela se nalazi u muzeju Prado u Madridu jer su njegove slike bile privlačne mistično egzaltiranim Španjolcima, koji su ih otkupljivali još za njegova života.
Utjecao je na slikare kao što su: Pieter Brueghel stariji, Salvador Dali i brojne slikare nadrealizma.

## Vanjske poveznice
- Boschova djela na engleskoj Wikipediji.
- Jheronimus Bosch Art Center
- Hieronymus Bosch "Između raja i pakla" iz "A World History of Art".  Arhivirana inačica izvorne stranice od 26. siječnja 2021. (Wayback Machine)
- Hieronymus Bosch galerija na ibiblio.
- Bosch Universe.
- VA Tech English Dept. Project - Details Hieronymous Bosch paintings and allows for close examination.
- Hieronymus Bosch na Panopticon Virtual Art Gallery.